# Erardo di Ratisbona
Erardo di Ratisbona (fl. VII-VIII secolo) è stato un vescovo e missionario irlandese, venerato come santo dalla Chiesa cattolica.
Fu canonizzato da papa Leone IX nel 1052.

## Biografia
Alcuni testi parlano di Erardo come vescovo a Ratisbona tra il VII e l'VIII secolo, ma mancano dati storici al riguardo: secondo Ferdinand Janner il suo episcopato sarebbe da collocarsi tra quelli di Emmerano e Bonifacio; secondo altre ipotesi sarebbe stato un vescovo missionario attivo nel VII secolo nelle Gallie e in Baviera; Max Heuwieser suppone che fosse un vescovo itinerante dimesso da san Bonifacio.
L'episodio più celebre della vita di Erardo, rappresentato anche da alcuni artisti, è il battesimo di Ottilia, in seguito al quale la santa riacquistò la vista.

## Culto
Il corpo di sant'Erardo era sepolto nell'Abbazia di Niedermünster e l'8 ottobre 1052 papa Leone IX procedette all'elevazione delle reliquie e alla canonizzazione.
Nel 1866 i suoi resti furono collocati, insieme al suo presunto pastorale in corno di bufalo, in un'urna sull'altare del santo.
A Niedermünster se ne celebrava la festa l'8 gennaio (dies natalis) e l'8 ottobre (transazione delle reliquie); la sua memoria ricorreva ugualmente l'8 gennaio nei monasteri bavaresi di Metten e Weltenburg, mentre a Ratisbona era ricordato al 19 gennaio e a Moyenmoutier il 23 gennaio.
Il suo nome fu iscritto nel Martirologio romano (all'8 gennaio) solo nel XX secolo.